# 타나카 로오사
타나카 로오사(일본어: 田中露央沙 たなか ろおさ[*], 1968년 7월 7일 ~ )는 일본의 전 AV 여배우이다. 